# Fecundació

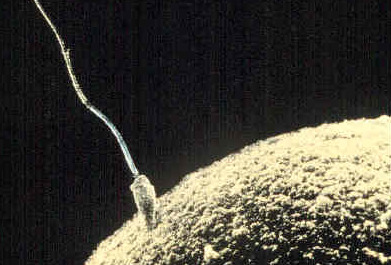
Micrografia d'escaneig d'una cèl·lula espermàtica fertilitzant un oòcit.

La fecundació és el procés mitjançant el qual dos gàmetes, un òvul i un espermatozoide (o una cèl·lula espermàtica que arriba dins un gra de pol·len en el cas de les plantes), s'uneixen per formar un zigot. Forma part de la reproducció sexual present en la immensa majoria d'eucariotes.

## Modalitats de fecundació
- Segons les similituds i diferències entre els gàmetes:

- Fecundació isogàmica o isogàmia: Unió de dos gàmetes que són idèntics en grandària i estructura; freqüent només en alguns grups, com els protozous.
- Fecundació anisogàmica o anisogàmia: Unió de dues gàmetes diferents tant en grandària com en estructura, un masculí i altre femení. La més freqüent en la major part dels grups d'éssers vius.
- Fecundació ovogàmica o ovogàmia: Unió de gàmetes molt diferents; el femení és gran i immòbil i aporta totes les reserves nutritives al zigot, mentre que el masculí és petit i mòbil.

- Segons els individus participants:

- Fecundació creuada: fecundació en què cada gàmeta procedeix d'un individu diferent. En algun cas rar, dos individus es fecunden mútuament, com passa en els cargols terrestres (com per exemple Pulmonata).
- Autofecundació: quan els dos gàmetes procedeixen del mateix individu. A les plantes angiospermes, les flors solen ser hermafrodites i és freqüent l'autofecundació, gairebé sempre combinada amb la fecundació creuada. En algunes espècies coexisteixen, amb les flors normals, certes flors especials que no s'obren, i es produeix la fecundació dins la poncella (cleistogàmia).
- Fecundació interna: els espermatozoides passen al cos de la femella injectats per òrgans copuladors en el curs d'un acoblament, o bé són presos per la femella en forma d'un espermatòfor alliberat prèviament pel mascle.
- Fecundació externa: pròpia dels animals aquàtics, implica que òvuls sense fecundar i espermatozoides siguin abocats a l'aigua, on es troben i s'uneixen.

## Fecundació en plantes

### Plantes amb flor
Després de produir-se la pol·linització, el gra de pol·len germina dins d'un fluid dolç (que sobretot conté sacarosa) secretat per l'estigma madur de la flor receptora. En cada gra de pol·len, creix un tub pol·línic que intenta viatjar cap a l'ovari obrint una ruta a través de l'estil. El teixit vegetatiu (o tub) i els nuclis generatius del gra de pol·len passen dins el seu respectiu tub pol·línic. Aquest tub pol·línic finalment penetra en l'òvul per un porus petit anomenat micròpil.
El tub pol·línic no arriba directament a l'ovari en línia recta. Viatja prop de la superfície de l'estil i s'arrissa cap a la part inferior de l'ovari, de manera que el tub pol·línic «implosiona» dins del sac embrionari.
Un cop fecundat, l'ovari comença a créixer i es convertirà en el fruit. Amb fruits de múltiples llavors, calen múltiples grans de pol·len per a la singàmia amb cada òvul. El citoplasma vegetatiu (o tub) controla el creixement del tub pol·línic. Enzims hidrolítics són secretats pel tub pol·línic que digereix el teixit femení a mesura que el tub va baixant i creixent cap a l'estil; el teixit digerit s'utilitza com a font de nutrients per al tub pol·línic mentre creix. Durant el seu creixement cap a l'ovari, el nucli generatiu es divideix per a produir dos nuclis d'espermàtics diferents (nombre haploide de cromosomes. –un tub pol·línic en creixement, per tant, conté tres nuclis separats, dos espermàtics i un tub. Els nuclis espermàtics estan interconnectats i són dimòrfics, el més gran, en cert nombre de plantes, també està unit al nucli del tub i el conjunt dels nuclis espermàtics interconnectats i els nuclis del tub formen la «unitat germinal masculina».
La doble fecundació és el procés de les angiospermes (plantes amb flor) en el qual dos nuclis espermàtics de cada tub pol·línic fecunden dues cèl·lules en un ovari. Quan el tub pol·línic arriba a l'ovari, el nucli del tub pol·línic es desintegra i les dues cèl·lules espermàtiques s'alliberen dins d'aquest, una de les dues cèl·lules espermàtiques fecunda l'ovocèl·lula (a la part inferior de l'òvul a prop del micròpil), formant un zigot diploide (2n). En aquest punt és quan es té lloc la mateixa fecundació. Cal distingir que la pol·linització i la fecundació són dos processos diferents. L'altra cèl·lula espermàtica es fusiona amd dos nuclis polars haploides (que es troben en la cèl·lula central) en el centre del sac embrionari (o òvul). La cèl·lula que esdevé és triploide (3n). Aquesta cèl·lula triploide es divideix per mitosi i forma l'endosperma, un teixit ric en nutrients, dins de la llavor.
Els nuclis materns de les cèl·lules centrals (nuclis polars) que contribueixen en la formació de l'endosperma sorgeixen per mitosi a partir d'un únic producte meiòtic. Així, l'aportació materna a la constitució genètica de l'endosperma triploide és diferent a la de l'embrió.
La doble fecundació es produeix només en les angiospermes. Una de les espècies primitives de plantes amb flor, Nuphar polysepala, té un endosperma diploide, resultat de la fusió d'un nucli de pol·len amb un –en comptes de dos– nuclis materns. Es creu que en els inicis del desenvolupament dels llinatges de les angiospermes, va haver una duplicació en aquest tipus de reproducció i es produïren gametòfits femenins de set cèl·lules i vuit nuclis, i endospermes triploides amb una proporció genòmica materno–paterna de 2:1.
El procés és fàcil de veure si s'observa la flor femenina del blat de moro. El pol·len des de la flor masculina cau en una part externa i enganxosa de la flor femenina i els tubs pol·línics rellisquen fins a arribar a l'òvul adjunt. La flor femenina seca roman dins la gluma de l'espiga mentre les llavors maduren; si es treu amb cura la gluma, es poden veure les estructures florals.
En moltes plantes, el desenvolupament de la part carnosa del fruit és proporcional al percentatge d'òvuls fecundats. Per exemple, en el cas de la síndria i de manera aproximada, un miler de grans de pol·len han d'arribar i estendre's uniformement sobre els tres lòbuls de l'estigma perquè es faci un fruit d'una mida i forma normal.

## Fecundació en humans
En l'ésser humà, aquest procés té lloc al tracte genital femení i consta de diferents etapes.

### Penetració de les cèl·lules del cúmulus
Quan l'espermatozoide troba l'òvul, necessita travessar la corona radiada o cúmulus, una capa de cèl·lules que envolten l'òvul, per tal de poder-s'hi unir. Ho fa mitjançant la hialuronidasa present al cap de l'espermatozoide o acrosoma. Aquest enzim degrada l'àcid hialurònic de la matriu de les cèl·lules del cúmulus i es va obrint camí fins que aconsegueix arribar a la zona pel·lúcida.

### Adhesió a la zona pel·lúcida
La zona pel·lúcida és la matriu extracel·lular de l'òvul, rica en proteïnes ZP1, ZP2 i ZP3 que s'uneixen formant una xarxa.
A la membrana plasmàtica de l'espermatozoide hi ha múltiples còpies de proteïnes que reconeixen específicament la ZP3 de la zona pel·lúcida. Quan l'espermatozoide reconeix la zona pel·lúcida de l'òvul, s'hi adhereix i es produeix l'activació d'un procés que incrementa la concentració d'ions calci al citoplasma de l'espermatozoide.
En cada espècie, les proteïnes de reconeixement varien i generalment no és possible la unió d'un espermatozoide i un òvul d'espècies diferents. (Vegeu híbrid o mula)

### Reacció acrosòmica
L'augment de la concentració d'ions calci comporta la fusió de la membrana del cap de l'espermatozoide amb la membrana externa del seu acrosoma. Llavors els enzims continguts en l'acrosoma s'alliberen i degraden la zona pel·lúcida.

### Penetració de la zona pel·lúcida
L'espermatozoide arriba a l'espai perivitel·lí de les trompes uterines, i l'òvul avança amb els moviments de les trompes de fal·lopi, mitjançant petites contraccions musculars indolores. L'espermatozoide entra a l'òvul i de cop i volta es crea una membrana protectora que protegeix l'òvul d'agressions mecàniques i bioquímiques i també impedeix l'entrada de més espermatozoides.

## Temes relacionats
- Espermatogènesi.